# Ciklooktán
A ciklooktán telített gyűrűs szénhidrogén, a cikloalkánok közé tartozó szerves vegyület. Kémiai képlete (CH2)8. Egyszerű, színtelen szénhidrogén, de a telített nyolctagú gyűrűs vegyületek között gyakran használják általános referenciaanyagként.

## Konformációja
A ciklooktán konformációját számítógépes módszerekkel behatóan tanulmányozták. Hendrickson szerint „a ciklooktán a konformációs viszonyok szempontjából kétségtelenül a legösszetettebb cikloalkán, melynek oka a számos, hasonló energiájú konformer létezése.” Az I kád-szék konformáció a legstabilabb forma. Ezt a konformációt Allinger és munkatársai igazolták. A II korona konformáció valamivel kevésbé stabil. A számos (II-vel jelölt) korona konformációval rendelkező molekula közül az egyik az elemi kén (S8).
| A két konformáció szerkezeti képlete |                    |
| pálcikamodell                        | pálcikamodell      |
| kád-szék konformáció                 | korona konformáció |

## Szintézise és reakciói
A ciklooktán-származékok fő szintézismódja a butadién nikkel(0)-komplexekkel, például nikkel-bisz(ciklooktadién)nel történő dimerizációja. Ezzel a módszerrel többek között például 1,5-ciklooktadién (COD) állítható elő, mely hidrogénezhető. A COD-t széles körben használják homogén katalízishez előkatalizátorként. Ezeknek a katalizátoroknak az aktiválása – hidrogénatmoszféra alatt – ciklooktánt eredményez, melyet többnyire eldobnak vagy elégetnek:
C8H12  +  2 H2   →   C8H16
A ciklooktán ugyanazon reakciókban vesz részt, mint amelyek más telített szénhidrogénekre jellemzőek: ilyen az égés és a gyökös halogénezés. Az alkánok funkcionalizálása kapcsán az utóbbi időben peroxidok, például dikumil-peroxid alkalmazásával végzett munkák némileg kibővítették a kémiai lehetőségeket, lehetővé vált például fenilamino-csoportot bevinni a molekulába.

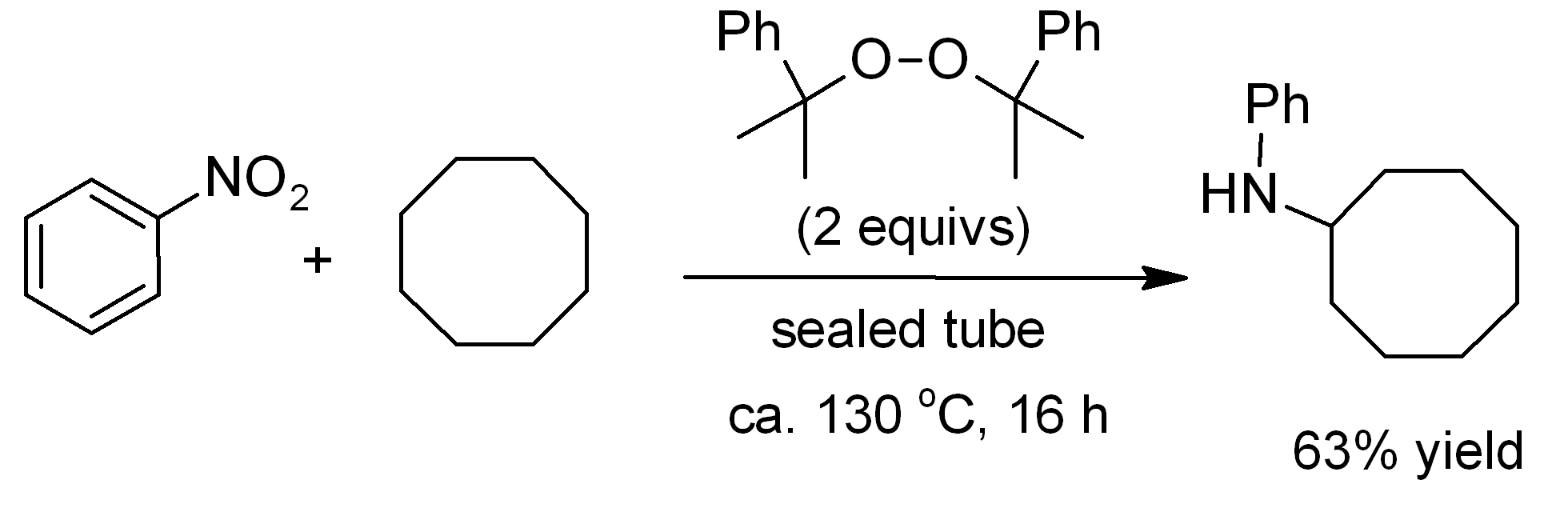
A ciklooktán nitrobenzollal történő aminálása

## Fordítás
Ez a szócikk részben vagy egészben  a   Cyclooctane című angol Wikipédia-szócikk ezen változatának fordításán alapul.  Az eredeti cikk szerkesztőit annak laptörténete sorolja fel. Ez a jelzés csupán a megfogalmazás eredetét és a szerzői jogokat jelzi, nem szolgál a cikkben szereplő információk forrásmegjelöléseként.